# Stefania neblinae
Stefania neblinae é uma espécie de anfíbio da família Hemiphractidae. Endêmica do Brasil, pode ser encontrada no estado do Amazonas.